# Dělnický dům (Novi Sad)
Dělnický dům (srbsky v cyrilici Раднички дом, v latince Radnički dom) se nachází v metropoli Vojvodiny, Novi Sad. Rohová budova se nachází na adrese Bulevar Mihajla Pupina 24 v blízkosti nábřeží řeky Dunaje.
Třípatrová stavba je nápadná hlavně díky prosklenému nároží a střídání zděné fasády s přiznanými cihlami. U nároží se nachází také stylizovaná socha dělníka, jejímž autorem je Toma Rosandić.

## Historie
Funkcionalistická stavba vznikla podle návrhu architekta Dragiši Brašovana. Stavební práce byly zahájeny v březnu 1930 a stavba byla slavnostně otevřena dne 5. června 1931 pro potřeby tehdejšího Domu dělnické komory. Za funkcionalistickou budovu byl Brašovan oceněn na výstavě v Praze. Těsně před vypuknutím druhé světové války v roce 1940 byla dokončena přístavba z boční ulice (Sonje Marinković). Přístavbu však realizoval Đorđe Tabaković po vzoru Brašovanova původního návrhu.
V dobách existence socialistické Jugoslávie byla stavba pojmenována na počest socialistického idealisty po Svetozaru Markovićovi. V roce 2013 byla stavba rekonstruována. V současné době slouží Svazu samostatných odborů města Novi Sad.